# Capela de São Bartolomeu (Aljustrel)
A Capela de São Bartolomeu, igualmente conhecida como Ermida de São Bartolomeu, foi um edifício religioso na vila de Aljustrel, na região do Alentejo, em Portugal.

## Descrição e história
Em 1982, durante trabalhos arqueológicos, foram encontradas as ruínas de um edifício religioso cristão, que de acordo com a documentação da época poderá ser a capela de São Bartolomeu. Nesta área existiu uma povoação durante o período romano, conhecida como Vipasca. A capela contava com um cemitério próprio, situado junto ao edifício. Foi uma das duas capelas em Aljustrel situadas fora do centro histórico, em conjunto com a de São Pedro, tendo ambas desaparecido.
É referida no registo da visitação de 1482 como uma das três ermidas no interior da comenda de Aljustre, sendo as outras a de Santa Maria do Castelo e Santo Estêvão. O documento menciona igualmente que a ermida estava situada a meia légua da vila. Na visitação de 1510, foi feita uma descrição do edifício: «A capela mor... forrada de azulejos, tem pintada a imagem de Santo Estêvão, a de São Bartolomeu, a nascença de Nosso Senhor. A capela tem de comprido quatro varas e de largo duas varas..., tem pintado um São Bartolomeu, o altar forrado de azulejos e um retábulo com a imagem de São Brás, muito proporcionada. O corpo da ermida é todo de uma nave fundada sobre quatro arcos de tijolo e o tecto forrado de cortiça... e assim na capela estão pintadas as armas de Fernao Mascarenhas, Comendador que foi desta vila, e tem de comprido onze varas e meia e de largo cinco varas e meia... a dita ermida é tão antiga que não se pode saber quem a edificou, porém achamos que Fernam Mascarenhas, Comendador que foi desta vila corregeu e reformou a dita ermida e houve bula de Roma de indulgencia pera ela.». Foi novamente referenciada na visitação de 11 de Dezembro de 1519, feita por D. Jorge, mestre das ordens de Santiago e de Avis, e filho do rei D. João II. Refere-se que tinha sido construída por ordem de Fernão de Mascarenhas, comendador de Aljustrel, e que tinha a capela-mor revestida de azulejos. O padre João Rodrigues Lobato considerou Fernão de Mascarenhas como uma das principais figuras na história de Aljustrel, por ter impulsionado o desenvolvimento da vila nos finais do século XV, e por ter protegido o património reliogioso. A capela foi provavelmente utilizada até ao século XVIII. Ao longo da sua história foi alvo pelo menos uma vez de obras de reparação no pavimento, tendo sido encontrados vestígios destes trabalhos durante as pesquisas arqueológicas.